# Kworum

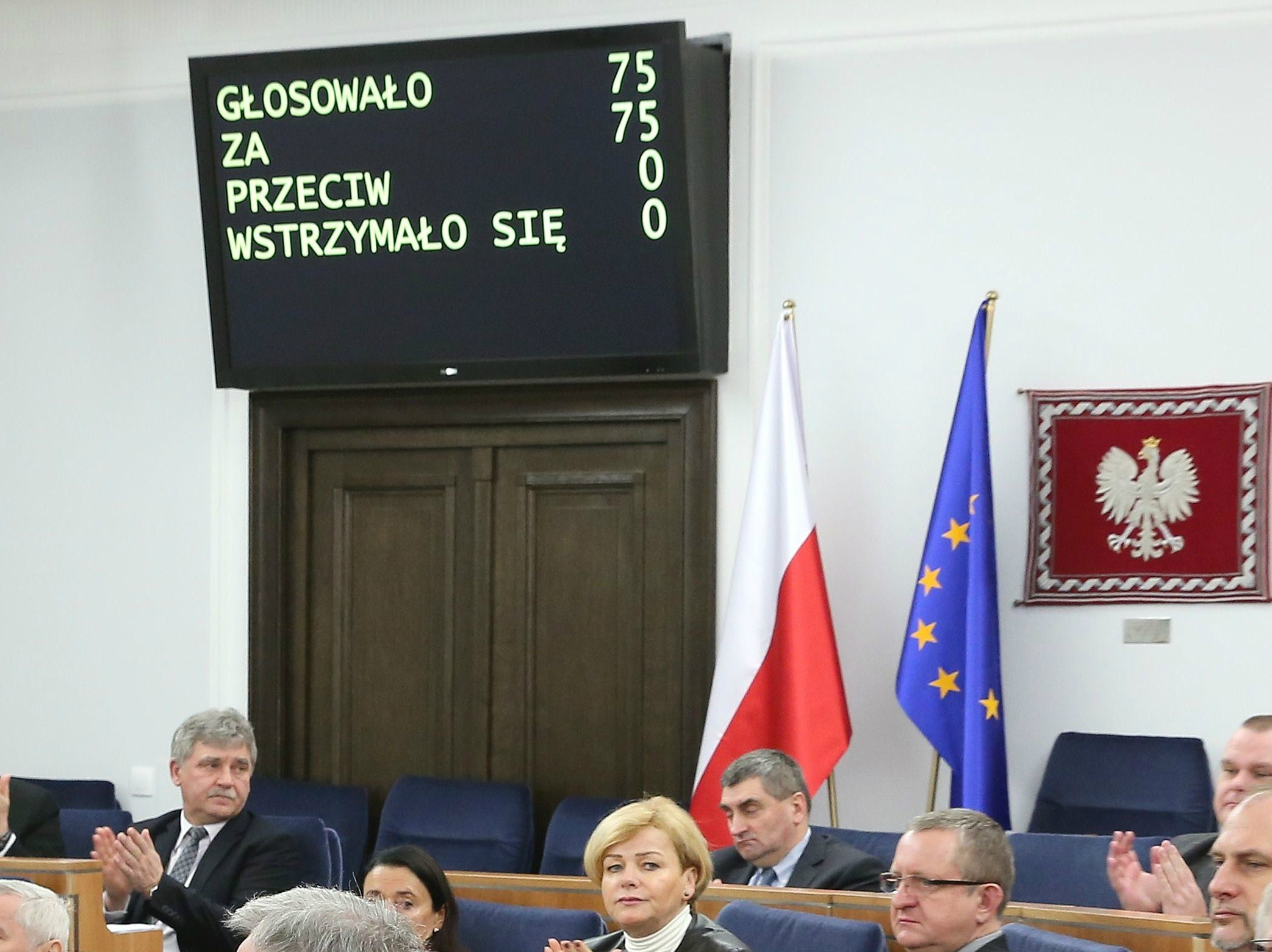
Wynik głosowania w stuosobowym Senacie RP: osiągnięto kworum (ponad pięćdziesiąt głosów)

Kworum (z łac. quorum; [praesentia sufficit] - których [obecność jest wystarczająca]) – minimalna liczba członków zgromadzenia (parlamentu, stowarzyszenia, związku zawodowego), niezbędna do prowadzenia obrad lub podjęcia wiążących decyzji, np. w przedmiocie wyborów, podjęcia uchwały.
Przykładowo uchwalenie ustawy przez Sejm Rzeczypospolitej Polskiej wymaga obecności co najmniej połowy ustawowej liczby posłów; kworum wynosi więc 230 posłów. W przypadku komisji sejmowych kworum wynosi 1/3 składu.
Znane są również względnie niskie wymogi w zakresie kworum. Brytyjska Izba Lordów, licząca obecnie około 750 członków, może prowadzić debatę w obecności zaledwie 3 członków, w tym przewodniczącego obrad. Kworum w trakcie głosowań wynosi 30 głosujących (brytyjska procedura parlamentarna nie przewiduje głosu wstrzymującego się).